# Маквикар, Дэвид
Дэ́вид Макви́кар (англ. David McVicar; род. 1966, Глазго) — шотландский оперный и театральный режиссёр. Окончил начальную школу в Незерли и колледж в Уильямвуде. Изучал актёрское мастерство в Королевской шотландской академии музыки и драмы, выпускник 1989 года.
В 2007 году The Independent назвал его в числе 100 самых влиятельных геев и лесбиянок в Великобритании. 5 октября 2008 года участвовал в передаче Desert Island Discs на BBC. В 2012 году за вклад в оперное искусство удостоен рыцарского звания.

## Избранные постановки
- «Агриппина»: Ла-Монне/Де-Мюнт, Театр Елисейских Полей, Английская национальная опера
- «Аида (опера)»: Королевский театр Ковент-Гарден
- «Альцина»: Бильбао, Овиедо
- «Билли Бадд»: Лирическая опера Чикаго
- «Богема»: Глайндборнский оперный фестиваль
- «Кармен»: Глайндборнский оперный фестиваль (издана на DVD)
- «Милосердие Тита»: Английская национальная опера
- «Сказки Гофмана»: Зальцбургский фестиваль, Фламандская опера
- «Дон Жуан»: Ла-Монне
- «Фауст»: Ла-Монне
- «Фиделио»: Новозеландский фестиваль искусств
- «Юлий Цезарь»: Глайндборнский оперный фестиваль (издана на DVD)
- «Гамлет»: Опера Норт
- «Идоменей»: Фламандская опера, Шотландская опера
- «Коронация Поппеи»: Театр Елисейских Полей, Национальная Рейнская опера, Copenhagen Opera House
- «Макбет»: Мариинский театр, Королевский театр Ковент-Гарден
- «Мадам Баттерфляй»: Шотландская опера
- «Манон»: Новозеландская опера, Опера Далласа, Хьюстон гранд опера, Лисеу (издан на DVD)
- «Сон в летнюю ночь»: Ла-Монне
- «Свадьба Фигаро»: Королевский театр Ковент-Гарден (издана на DVD)
- «Поругание Лукреции»: Ольдбугрский фестиваль
- «Король-пастух»: Опера Норт
- «Риголетто»: Королевский театр Ковент-Гарден (издана на DVD)
- «Кавалер розы»: Опера Норт, Шотландская опера
- «Саломея»: Королевский театр Ковент-Гарден (издана на DVD)
- «Семела»: Театр Елисейских Полей, Национальная Рейнская опера
- «Суини Тодд»: Опера Норт
- «Тамерлан»: Немецкая Опера на Рейне
- «Тоска»: Английская национальная опера
- «Трубадур»: Метрополитен-опера, Лирическая опера Чикаго, ОПера Сан-Франциско
- «Волшебная флейта»: Ла-Монне, Королевский театр Ковент-Гарден
- «Поворот винта»: Мариинский театр (победитель премии «Золотая маска»-2007, номинация режиссёрской работы)[9]